# Berichte der Bunsen-Gesellschaft für physikalische Chemie
Die Berichte der Bunsen-Gesellschaft für physikalische Chemie, kurz Ber. Bunsenges. Phys. Chem. oder Berichte der Bunsen-Gesellschaft, war eine Fachzeitschrift der Deutschen Bunsen-Gesellschaft für Physikalische Chemie.
Das Journal erschien von 1894 bis 1998 unter wechselndem Titel aber mit fortlaufender Bandnummerierung.

## Titelhistorie
- 1894 Zeitschrift für Elektrotechnik und Elektrochemie
- 1895 – 1903 Zeitschrift für Elektrochemie
- 1904 – 1951 Zeitschrift für Elektrochemie und angewandte physikalische Chemie
- 1952 – 1962 Zeitschrift für Elektrochemie, Berichte der Bunsengesellschaft für physikalische Chemie
- 1963 – 1998 Berichte der Bunsen-Gesellschaft für physikalische Chemie

1999 ging die Zeitschrift unter anderem neben den Faraday Transactions in Physical Chemistry Chemical Physics auf.
1946 und 1947 erschien keine Ausgabe, die Bandzählung wurde 1948 ohne Unterbrechung fortgesetzt.
Von allen Artikeln stehen Abstracts im Web kostenfrei zur Verfügung, Volltext-PDF-Dateien sind dagegen kostenpflichtig.
Eine Auflistung biographischer und historischer Artikel (Nachrufe und Geburtstagsartikel) in den „Berichten der Bunsen-Gesellschaft“ veröffentlichte Walther Jaenicke im Jahr 1996.